# Німфеум

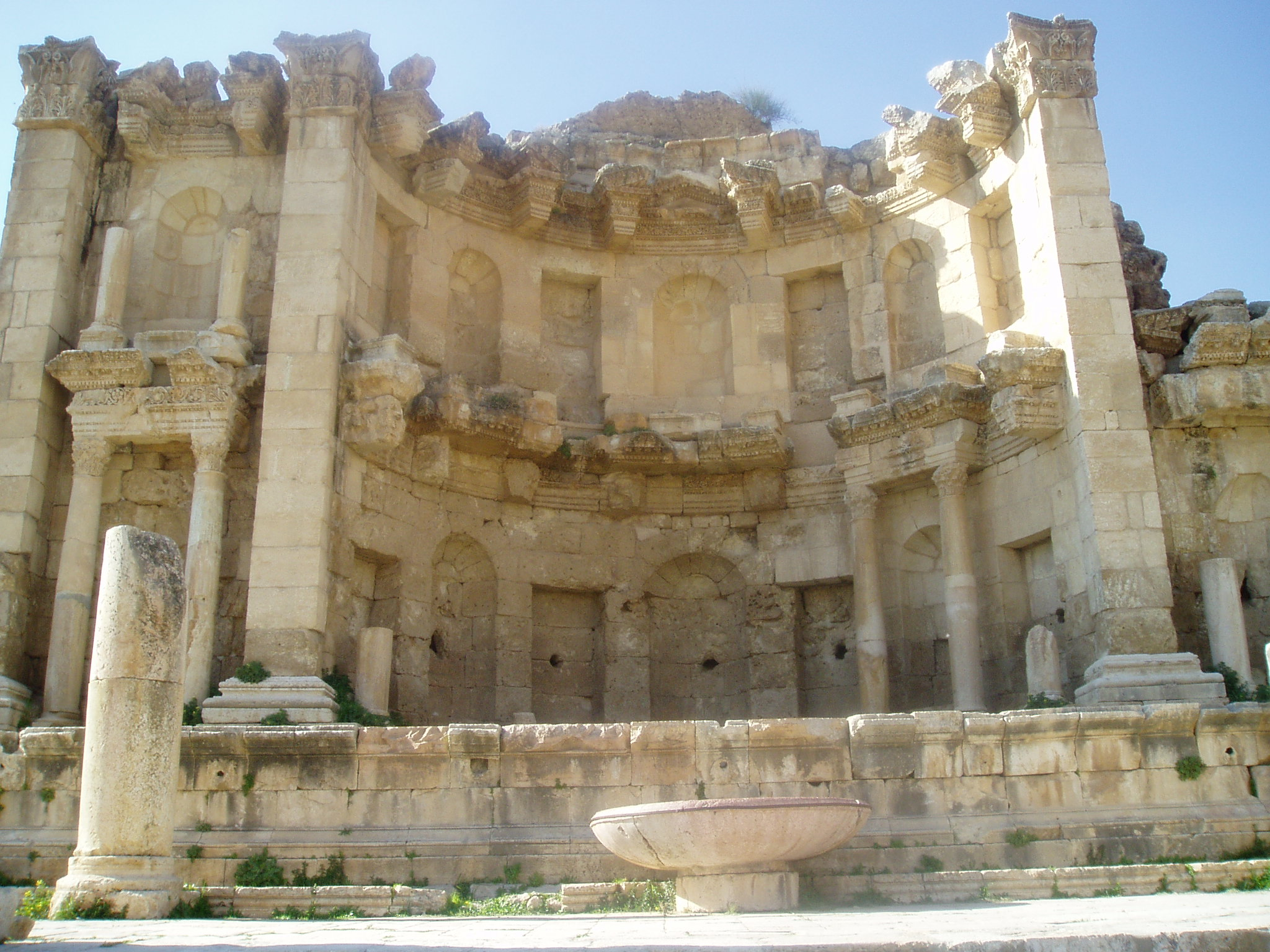
Німфей у Герасі (зараз Джераш, Йорданія)

Німфе́ум, німфе́й (грец. νυμφαῖον, лат. nymphaeum) — первісно невелике святилище, присвячене водним німфам, яке зазвичай споруджували біля джерела води або водойми. Іноді мали форму природних або штучних гротів.
У елліністичних державах та Стародавньому Римі «німфеями» стали називати міські будівлі з водоймами або споруди, котрі прикрашали джерела води. В період розквіту Риму на території імперії (особливо в її східних та південних провінціях) спорудили чимало монументальних німфеїв, гарно або задовільно збережені приклади яких можливо побачити у Герасі, Філадельфії (обидва Йорданія), Лептіс-Магні (Лівії), Сагалассі, Сіде, Гієраполісі (всі — Туреччина). Такі німфеї були пишно оздоблені (колони, пілястри, різьблені елементи, скульптури, мармурове облицювання або елементи з мармуру) та могли мати кілька ярусів (споруджений у столиці імперії грандіозний Септізодіум мав три яруси та сім секцій). За формою відомі німфеї напівкруглі, напівоктагональні, з прямим фасадом. 
Також у східних провінціях Риму з'явилась споріднена із німфеєм споруда, котру називають kalybe. При подібному зовнішньому вигляді вона не мала водопровідної системи і наразі тлумачиться як декоративний «безводний німфей» (за іншим припущенням —  як пов’язаний із набатейським впливом різновид будівель для відправляння імперського культу). Ці споруди виявлено у ряді античних міст Сирії (Шахба, Босра та ще три менші поселення у провінції Сувейда), Гіппосі (Голанські висоти) та Йорданії (згаданий вище німфей у Філадельфії деякі дослідники трактують саме як kalybe).
У ранньохристиянські часи німфеуми виконували функцію баптистерію.

## Римський період
Німфей у Джераші, Йордан, був побудований у 191 році нашої ери. Фонтан спочатку був прикрашений мармуровим облицюванням на нижньому рівні, покритий гіпсом на верхньому й увінчаний напівкупольним дахом, який утворював гігантську нішу. Вода стікала крізь сім різьблених голів левів у маленькі умивальниці на тротуарі.
Німфеї римського періоду, які розширили сакральне використання до виключно рекреаційного, були запозичені з конструкцій елліністичного сходу. Більшість із них становили ротонди; їх прикрашали статуї та малюнки. Ці споруди мали потрійне призначення. Вони слугували святилищами, водоймами та приміщеннями для зборів. Їхньою особливістю було те, що вони використовувалися для святкування одружень. Такі німфеї існували в Коринфі, Антіохії та Константинополі. Рештки близько двацяти було знайдено в Римі і багато в Африці. Так звана екседра Герода Аттика (що в усіх відношеннях відповідає німфею в римському стилі); особливо варто згадати про німфей у палаці Доміціана та вілли Адріана в Тіволі (Тібур).

## Галерея

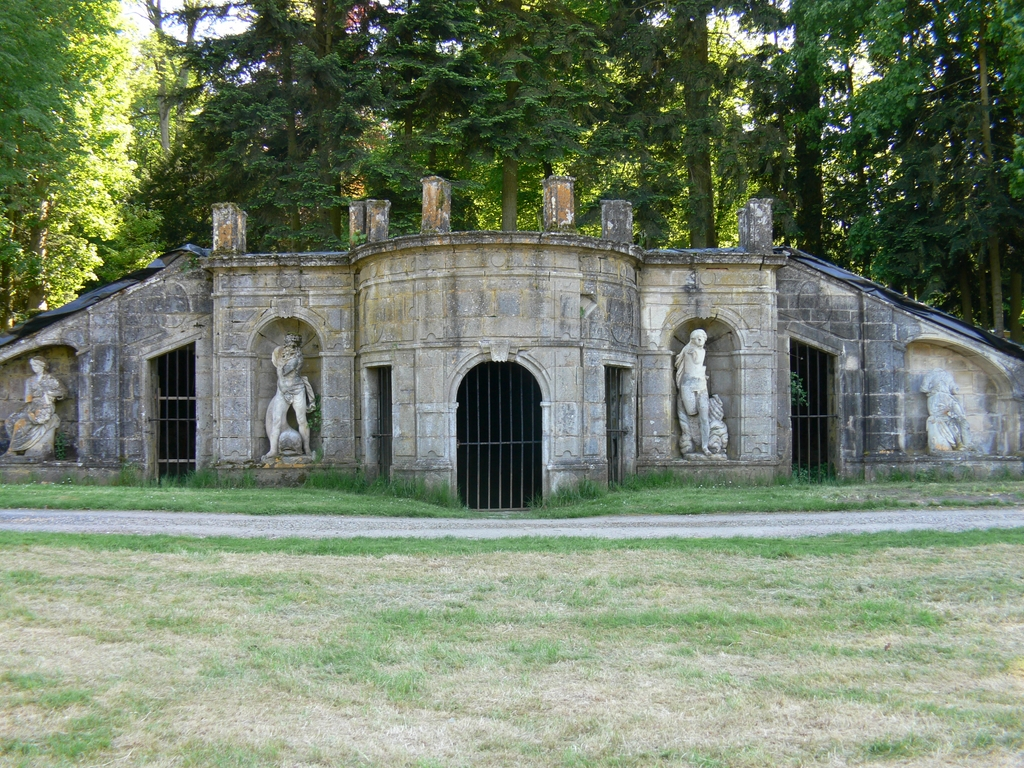
Німфей у Шато-де-Жербевіле, Лотарингія
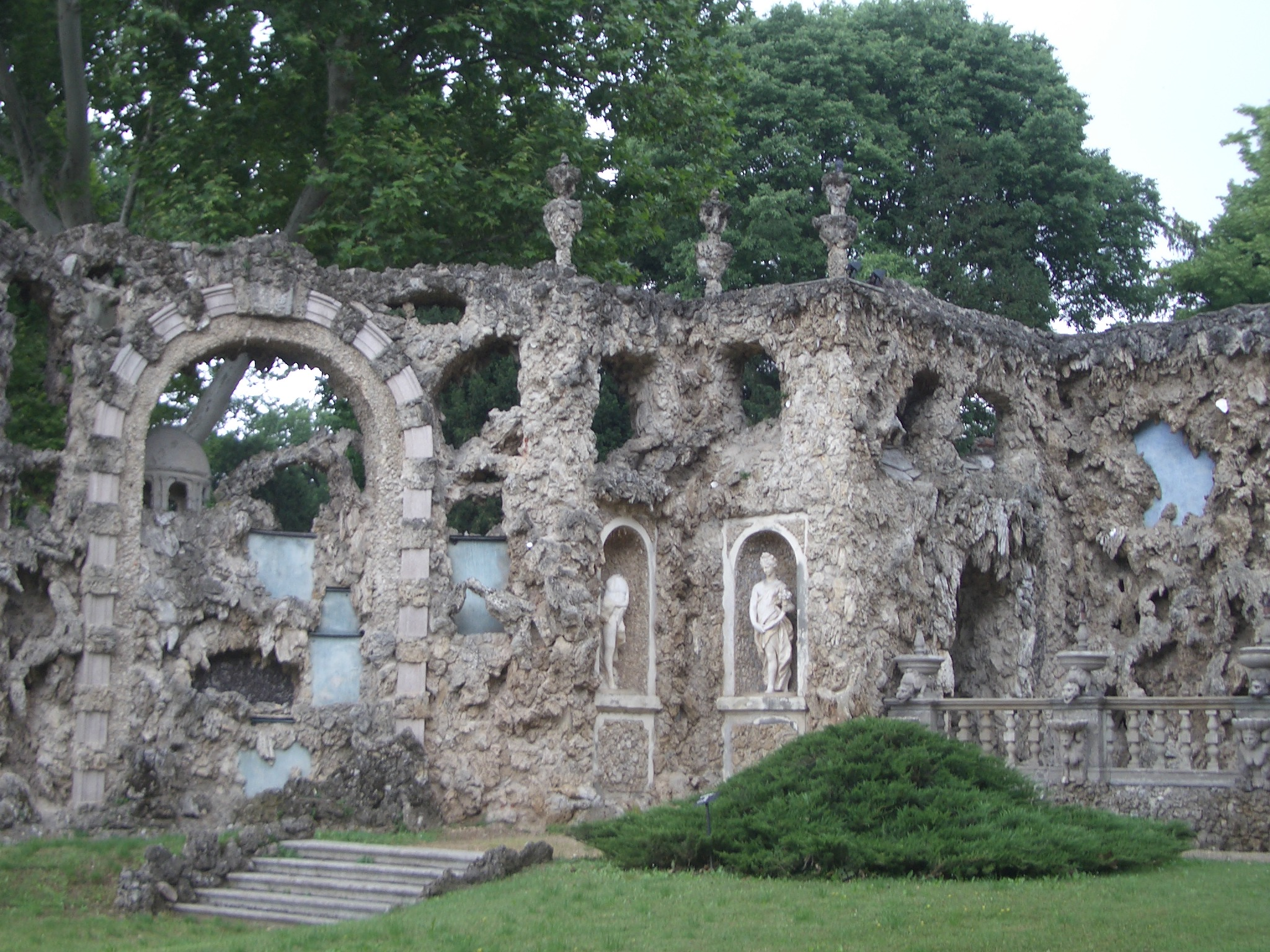
Фасад німфею на Villa Visconti Borromeo Arese Litta в Мілані
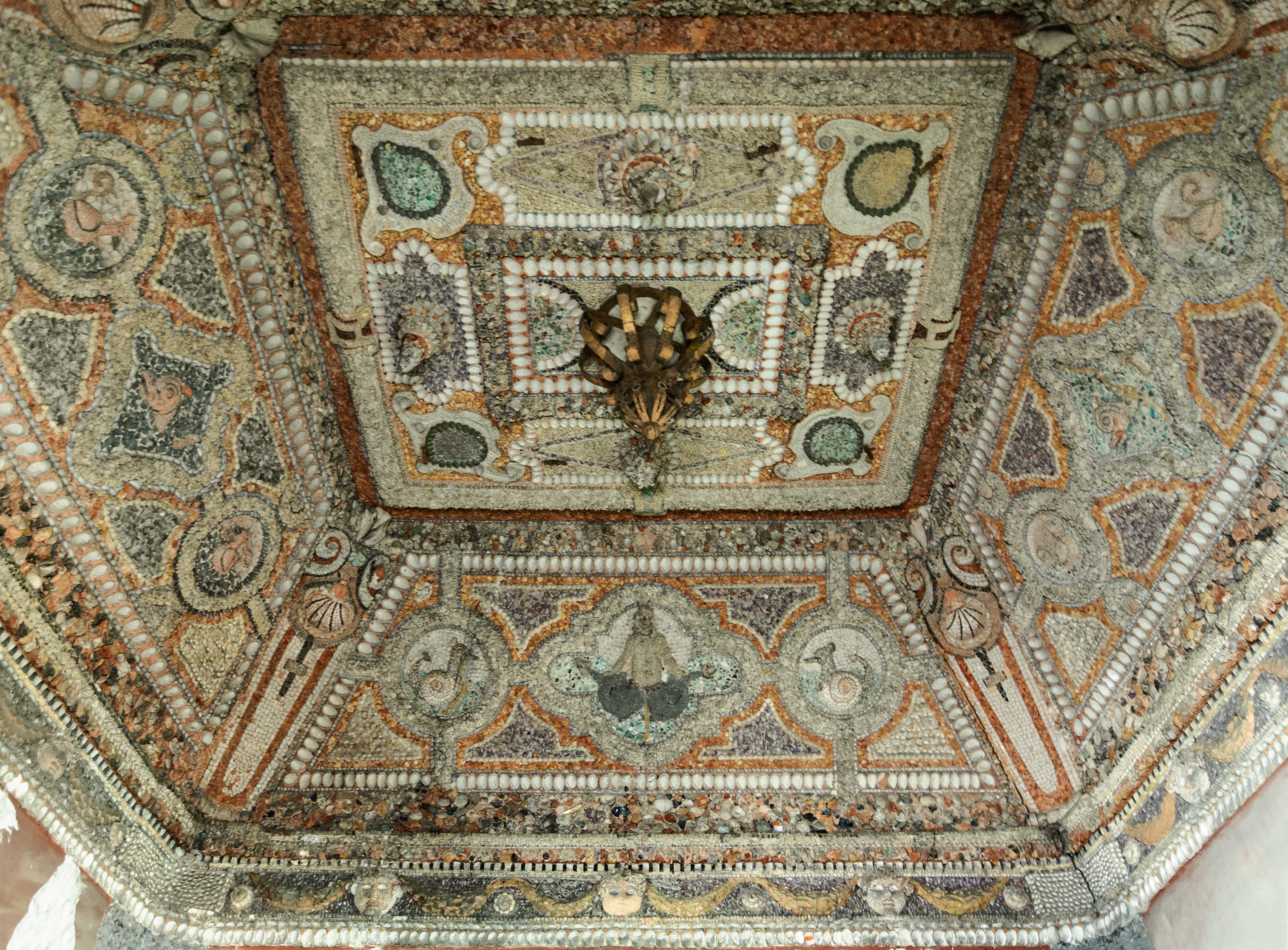
Стеля німфею XVII ст. у семінарії св. Сульпіція в Іссі-ле-Муліно
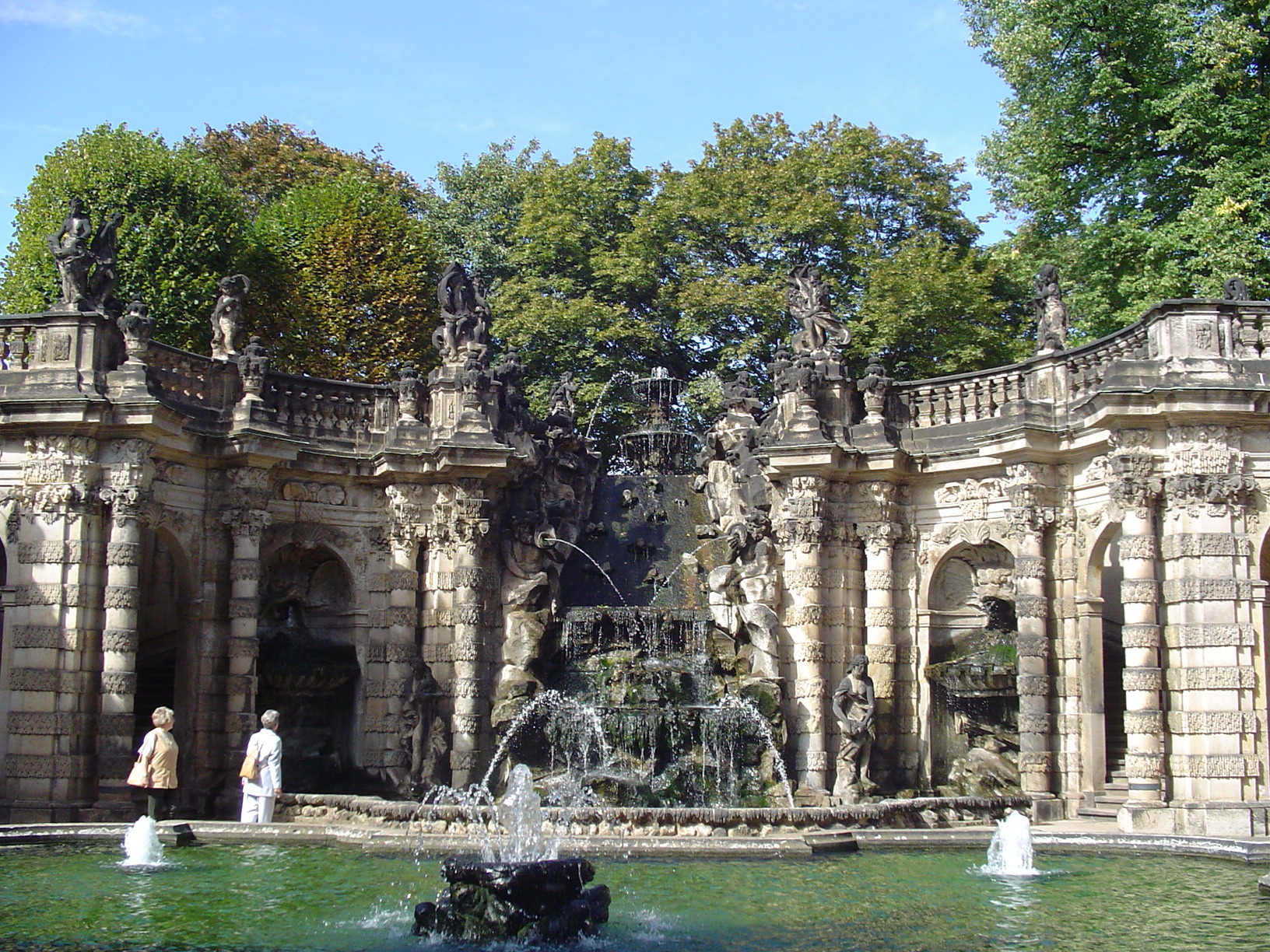
«Німфенбад» — німфей у палаці Цвінґеру в Дрездені